# 大和証券リビング投資法人
大和証券リビング投資法人（だいわしょうけんリビングとうしほうじん）は、東京都中央区に本部を置く投資法人。東証上場（J-REIT）。

## 概要
大和証券グループ本社がスポンサーであり、資産運用会社は大和証券グループ本社完全子会社の「大和リアル・エステート・アセット・マネジメント」である。
投資対象は住居及びヘルスケア施設であり、資産規模賃貸住宅2,168億円、ヘルスケア施設869億円、物件数218物件である（2020年9月末日現在）。

## 沿革
メインスポンサーは、2005年設立当初はリプラスであったが、2008年にリプラスの破産によりオークツリーに変更、2015年より大和証券グループ本社に変更となっている。
- 2005年10月7日 - リプラス・レジデンシャル投資法人として設立。
- 2006年6月22日 - 東京証券取引所に上場[3]。
- 2009年1月21日 - 日本賃貸住宅投資法人に商号変更。
- 2010年7月1日 - 「プロスペクト・リート投資法人」を吸収合併。
- 2020年4月1日 - 「日本ヘルスケア投資法人」を吸収合併し、大和証券リビング投資法人に商号変更。

## プロスペクト・リート投資法人
「プロスペクト・レジデンシャル投資法人」は、2005年4月22日に設立。メインスポンサーは（旧）プロスペクトで、資産運用会社は「プロスペクト・レジデンシャル・アドバイザーズ株式会社」（後の「プロスペクト・リート・アドバイザーズ株式会社」）。2005年7月12日に東証上場。2009年4月10日に「プロスペクト・リート投資法人」に商業変更。2010年7月1日に「日本賃貸住宅投資法人」に吸収合併され、消滅した。なお、不動産市場安定化ファンドを活用した2投資法人のうちの1つである。